# Bisdom Kiyinda-Mityana

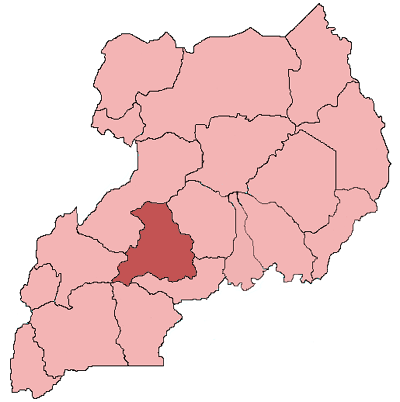
Het bisdom Kiyinda-Mityana binnen Oeganda

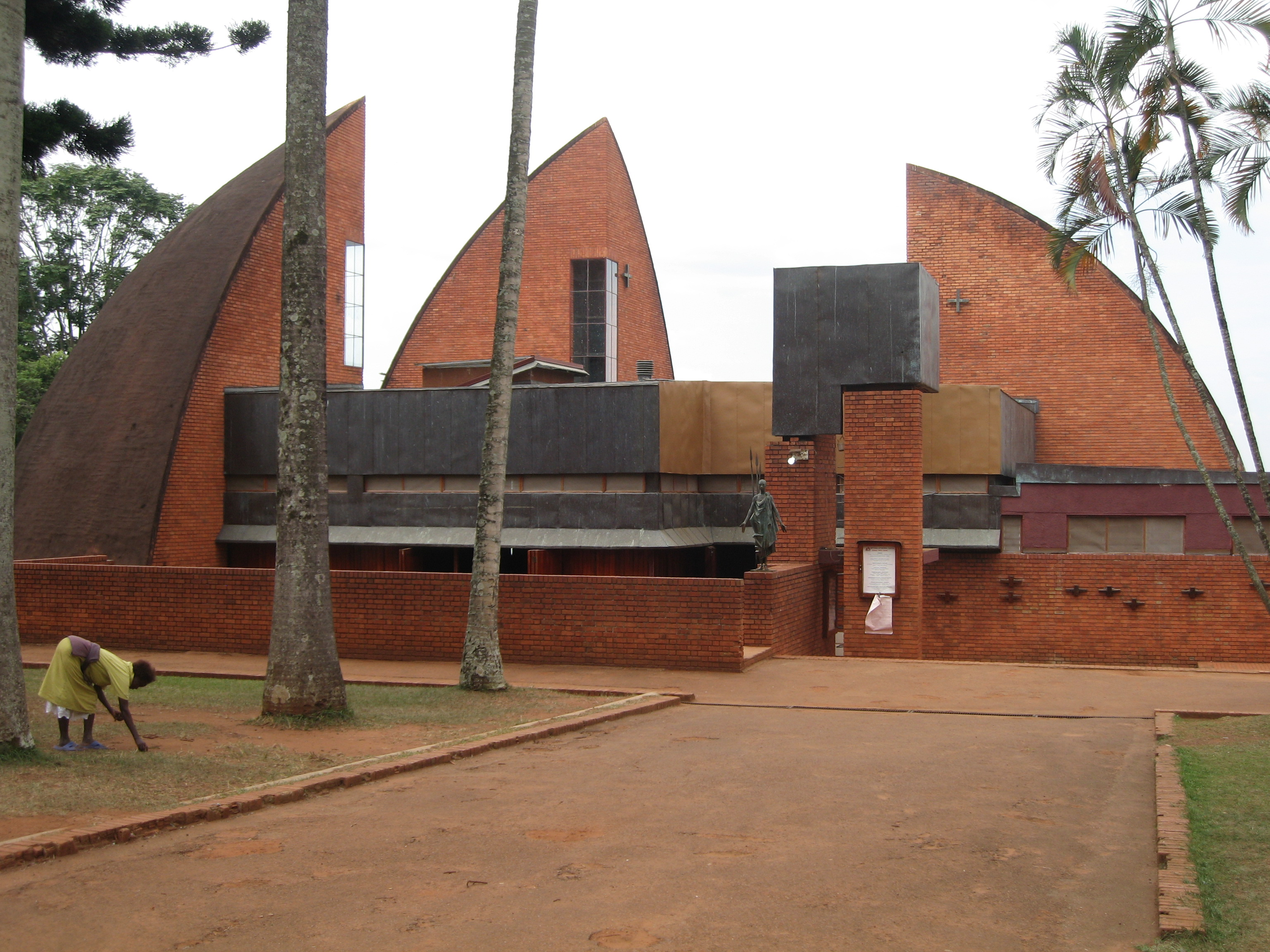
De kathedraal van Mityana, gebouwd tussen 1963 en 1965

Het Kiyinda-Mityana (Latijn: Dioecesis Kiyindaensis-Mityanaensis) is een rooms-katholiek bisdom in het centrum van Oeganda. Het is een suffragaan bisdom van het aartsbisdom Kampala. Het bisdom werd opgericht in 1981. Hoofdkerk is de Sint-Noa Mawaggalikathedraal in Mityana.
In 2019 telde het bisdom 28 parochies. Het bisdom heeft een oppervlakte van ongeveer 11.965 km². Het telde in 2019 1.575.000 inwoners waarvan 38% rooms-katholiek was. 

## Bisschoppen
- Emmanuel Wamala (1981-1988)
- Joseph Mukwaya (1988-2004)
- Joseph Anthony Zziwa (2004-)